# Maksis Kazāks
Maksis Kazāks, né le 10 mai 1912, à Riga, en Lettonie et décédé le 19 juin 1983, à Toronto, au Canada, est un joueur letton de basket-ball.

## Palmarès
- Finaliste du championnat d'Europe 1939